# Contea di Toodyay
La contea di Toodyay è una delle 43 local government areas che si trovano nella regione di Wheatbelt, in Australia Occidentale. Essa si estende su di una superficie di circa 1.683 chilometri quadrati ed ha una popolazione di 5.000 abitanti.